# 제74회 아카데미상
제74회 아카데미상은 2002년 3월 24일에 열린 시상식이다. 헐리우드 코닥 극장에서 개최되었으며 사회자는 우피 골드버그이다.
시상식 동안 AMPAS는 2001년 개봉한 영화를 기리는 24개 부문의 아카데미상(흔히 오스카상)을 수여했다. ABC를 통해 미국에서 방영된 이 시상식은 로라 지스킨이 제작하고 루이스 J. 호비츠가 감독했다. 배우 우피 골드버그가 네 번째로 쇼를 진행했다. 그녀는 1994년에 열린 제66회 시상식을 처음으로 사회했고, 1999년에 마지막으로 71회 시상식을 사회했다. 3주 전인 3월 2일 캘리포니아 베벌리힐스의 리젠트 비벌리 윌셔 호텔에서 열린 시상식에서 아카데미 기술공로상을 수상했다. 호스트 샤를리즈 테론이 발표했다.
뷰티풀 마인드 (2001년 영화)는 최우수 작품상을 포함해 4개 상을 수상했다. 다른 수상작으로는 4개의 상을 받은 반지의 제왕: 반지 원정대, 블랙 호크 다운 (영화)과 물랑 루즈 (2001년 영화), 디 어카운턴트(The Accountant), 새들의 이야기, 고스포드 파크, 아이리스 (2001년 영화), 몬스터 볼 (영화), 몬스터 주식회사, 일요일 아침의 살인사건, 노 맨스 랜드 (2001년), 진주만 (영화), 슈렉, 토트(Thoth) 및 트레이닝 데이가 있다. 4시간 23분이라는 기록적인 길이에도 불구하고 이 방송은 미국에서 거의 4,200만 명의 시청자를 확보했다.

## 후보 및 수상

### 작품상
- 뷰티풀 마인드 - 브라이언 그레이저 외 1명 수상
- 침실에서 - 토드 필드
- 반지의 제왕 - 반지 원정대 - 피터 잭슨
- 고스포드 파크 - 로버트 알트먼
- 물랑 루즈 - 바즈 루어만

### 감독상
- 뷰티풀 마인드 - 론 하워드 수상
- 블랙 호크 다운 - 리들리 스코트
- 멀홀랜드 드라이브 - 데이빗 린치
- 고스포드 파크 - 로버트 알트먼
- 반지의 제왕 - 반지 원정대 - 피터 잭슨

### 남우주연상
- 트레이닝 데이 - 덴젤 워싱턴 수상
- 침실에서 - 탐 윌킨슨
- 알리 - 윌 스미스
- 뷰티풀 마인드 - 러셀 크로우
- 아이 엠 샘 - 숀 펜

### 여우주연상
- 몬스터 볼 - 할리 베리 수상
- 아이리스 - 주디 덴치
- 브리짓 존스의 일기 - 르네 젤위거
- 침실에서 - 시시 스페이섹
- 물랑 루즈 - 니콜 키드먼

### 남우조연상
- 아이리스 - 짐 브로드벤트 수상
- 반지의 제왕 - 반지 원정대 - 이안 맥켈렌
- 알리 - 존 보이트
- 섹시 비스트 - 벤 킹슬리
- 트레이닝 데이 - 에단 호크

### 여우조연상
- 뷰티풀 마인드 - 제니퍼 코넬리 수상
- 고스포드 파크 - 매기 스미스
- 침실에서 - 마리사 토메이
- 아이리스 - 케이트 윈슬렛
- 고스포드 파크 - 헬렌 미렌

### 각본상
- 고스포드 파크 - 줄리안 펠로위스 수상
- 몬스터 볼 - 밀로 애디카
- 메멘토 - 크리스토퍼 놀란
- 아멜리에 - 기욤 로랑
- 로얄 테넌바움 - 웨스 앤더슨

### 각색상
- 뷰티풀 마인드 - 아키바 골즈먼 수상
- 침실에서 - 토드 필드
- 반지의 제왕 - 반지 원정대 - 프란 월쉬
- 판타스틱 소녀 백서 - 테리 위즈고프
- 슈렉 - 테드 엘리어트

### 촬영상
- 반지의 제왕 - 반지 원정대 - 앤드류 레즈니 수상
- 블랙 호크 다운 - 슬라워미어 이드지악
- 아멜리에 - 브루노 델보넬
- 물랑 루즈 - 도널드 맥엘핀
- 그 남자는 거기 없었다 - 로저 디킨스

### 편집상
- 블랙 호크 다운 - 피에토 스카리아 수상
- 물랑 루즈 - 마이크 힐
- 반지의 제왕 - 반지 원정대 - 존 길버트
- 메멘토 - 도디 돈
- 물랭 루즈 - 질 빌콕

### 미술상
- 물랑 루즈 - 캐서린 마틴 수상
- 아멜리에 - 알린 보네토
- 고스포드 파크 - 스티븐 알트먼
- 반지의 제왕 - 반지 원정대 - 그랜트 메이저
- 해리 포터와 마법사의 돌 - 스튜어트 크레그

### 의상상
- 물랑 루즈 - 캐서린 마틴 수상
- 고스포드 파크 - 제니 비번
- 해리 포터와 마법사의 돌 - 주디아나 마코브스키
- 어페어 오브 더 넥클리스 - 밀레나 카노네로
- 반지의 제왕 - 반지 원정대 - 엔길라 딕슨

### 분장상
- 반지의 제왕 - 반지 원정대 - 피터 오웬 수상
- 뷰티풀 마인드 - 그레그 케놈
- 물랑 루즈 - 마우리치오 실비

### 음악상
- 반지의 제왕 - 반지 원정대 - 하워드 쇼어 수상
- 에이 아이 - 존 윌리엄스
- 뷰티풀 마인드 - 제임스 호너
- 해리 포터와 마법사의 돌 - 존 윌리엄스
- 몬스터 주식회사 - 랜디 뉴먼

### 주제가상
- 몬스터 주식회사 - 랜디 뉴먼 수상
- 케이트 앤 레오폴드 - 스팅
- 반지의 제왕 - 반지 원정대 - 엔야
- 진주만 - 다이앤 워런
- 바닐라 스카이 - 폴 매카트니

### 음향편집상
- 진주만 - 크리스토퍼 보에즈 수상
- 몬스터 주식회사 - 게리 라이스트롬

### 음향믹싱상
- 블랙 호크 다운 - 마이클 밍클러 수상
- 아멜리에 - 빈센트 아라디
- 반지의 제왕 - 반지 원정대 - 크리스토퍼 보에즈
- 물랑 루즈 - 엔디 넬슨
- 진주만 - 그렉 P. 러셀

### 시각효과상
- 반지의 제왕 - 반지 원정대 - 짐 리지엘 수상
- 에이 아이 - 데니스 머렌
- 진주만 - 에릭 브리빅

### 외국어영화상
- 노 맨스 랜드 - 다니스 타노비치 수상
- 엘링 - 페테르 내스
- 아멜리에 - 장피에르 죄네
- 라가안 - 아슈토쉬 고와리커
- 신부의 아들 - 후안 호세 캄파넬라

### 장편애니메이션상
- 슈렉 - 제프리 카젠버그 수상
- 몬스터 주식회사 - 다라 K. 앤더슨
- 천재소년 지미 뉴트론 - 존 A. 데이비스

### 단편애니메이션상
- 새들의 이야기 - 랠프 에글레스톤 수상
- 메리의 성경이야기 - 캐설 개프니
- 낯선 침입자 - 코델 바커
- 슈튜블 트러블 - 조셉 E. 메리데스
- 15% 게이 - 루아이리 로빈슨

### 단편영화상
- 어카운턴트 - 레이 맥키넌 수상
- 그레고르의 위대한 발명 - 요하네스 키에퍼
- 어 맨 딩 - 슬라보미르 파비츠키
- 스피드 포어 더스페인스 - 칼먼 애플
- 복사 가게 - 비르질 비트리히

### 장편다큐멘터리상
- 일요일 아침의 살인사건 - 장 자비에 드 레스트라드 수상
- 지하철 아이들 - 에뎃 벨즈버그
- 라리스킨: 코튼의 유산 - 수잔 프롬크
- 약속 - 저스틴 아린
- 전쟁사진작가 - 크리스찬 프레이

### 단편다큐멘터리상
- 토트 - 사라 케노켄 수상
- 예술가들과 고아들 - 리안 클래퍼 맥낼리
- 씽! - 프리다 리 모크

### 공로상
- 로버트 레드포드
- 시드니 포이티어

### 진 허숄트 박애상
- 아서 힐러

### 고든 소이어 상
- 에드먼드 디귈리오

### 표창메달
- 레이 피니

## 같이 보기
- 제8회 미국 배우 조합상
- 제22회 골든 래즈베리상
- 제55회 영국 아카데미 영화상
- 제59회 골든 글로브상
- 아카데미상 최고 기록 목록